# Pipunculus nodus
Pipunculus nodus är en tvåvingeart som beskrevs av Skevington 1998. Pipunculus nodus ingår i släktet Pipunculus och familjen ögonflugor. Inga underarter finns listade i Catalogue of Life.